# Balzac (Kurzfilm)

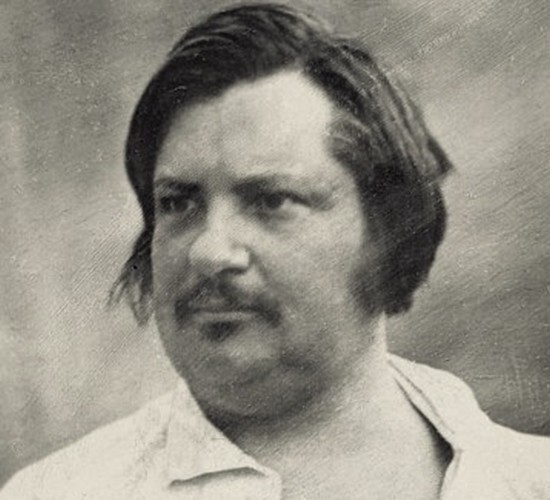
Honoré de Balzac (1799–1850)

Balzac ist ein französischer dokumentarischer Kurzfilm von Jean Vidal aus dem Jahr 1951. Der Film war für einen Oscar nominiert.

## Inhalt
Der Film veranschaulicht Honoré de Balzacs Leben und stellt seine Berufung als Schriftsteller in den Mittelpunkt und die Liebe, die er für seine Arbeit empfindet sowie seine Entwicklung hin zu einem großen französischen Dramatiker und Romancier.
Dargelegt wird auch, wie seine individuellen Arbeiten in seinen Romanzyklus La Comédie humanine (deutsch: Die menschliche Komödie) hineinpassen. Den Titel wählte Balzac in Anspielung auf Dantes Göttliche Komödie. Das Werk umfasst sowohl Essays als auch realistische Romane, Kurzgeschichten und Erzählungen neben 25 unvollendet gebliebenen Schriften und acht Frühwerken. Balzacs Vorgehensweise, seine Romanfiguren innerhalb eines komplexen Systems immer wieder in Erscheinung treten zu lassen, war eine literarische Innovation.
Zeitgenössische Skizzen, Manuskripte und Karikaturen seiner Figuren der Comédie humaine, Gemälde und Fotografien sowie Auszüge aus seinem Schrifttum und Verfilmungen seiner Romane tragen dazu bei, Balzac und sein Werk besser kennenzulernen. Gezeigt werden auch Bilder seines Hauses in der Rue Berton im 16. Arrondissement. Einige seiner bekanntesten Werke: Oberst Chabert, Vater Goriot, Eugénie Grandet, Verlorene Illusionen, Tante Lisbeth (alternativ Kusine Lisbeth), Le Cousin Pons, Glanz und Elend der Kurtisanen, La Rabouilleuse.

## Produktion, Hintergrund
Der von Les Films du Compass produzierte Film wurde von der A.F. Films Inc. (USA) vertrieben. Als musikalischer Direktor fungierte André Girard. Pierre Beres war als literarischer Berater tätig.
Sherry Mangan (1904–1961), der die begleitenden Texte sprach, war ein US-amerikanischer Schriftsteller und Journalist etc. Während der Besetzung von Paris durch die Nationalsozialisten war er aktiv mit linken Untergrundorganisationen verbunden. Im Übrigen war er für seinen literarischen Scharfsinn bekannt.

## Zur Person Balzac
Honoré de Balzac (1799–1850) war ein französischer Schriftsteller. In der Literaturgeschichte wird er unter den Realisten eingeordnet, und, obwohl er eigentlich zur Generation der Romantiker zählt, mit dem 17 Jahre älteren Stendhal und dem 22 Jahre jüngeren Flaubert als Dreigestirn der großen Realisten gesehen. Sein Hauptwerk ist der umfassende, aber unvollendete Romanzyklus La Comédie humaine (deutsch: Die menschliche Komödie), dessen Romane und Erzählungen ein Gesamtbild der Gesellschaft im Frankreich seiner Zeit zu zeichnen versuchen. Von 137 geplanten Romanen und Erzählungen konnte Balzac nur 91 fertigstellen.
Balzacs ungeschminkte Erzählweise und Wiedergabe der gesellschaftlichen Realität war für eine ganze Generation nicht nur französischer Autoren prägend und bereitete den Naturalismus vor. Seine Herangehensweise, seine Romane durch ein System wiederkehrender Figuren miteinander zu verbinden, griff beispielsweise Émile Zola in seinem Zyklus der Die Rougon-Macquart auf.

## Auszeichnungen
- Oscarverleihung 1952: Roger Leenhardt war mit seiner Produktionsgesellschaft Films du Compass mit dem von ihm produzierten Film in der Kategorie „Bester Kurzfilm“ (zwei Filmrollen) für einen Oscar nominiert, musste jedoch Walt Disney und seinem Film Erde, die große Unbekannte (Nature’s Half Acre) den Vortritt lassen.[3]
- 1952: Internationales Filmfestival Mannheim-Heidelberg: 1. Preis in der Kategorie „Bester Regisseur“ an Jean Vidal.